# Alchemilla holocycla
Alchemilla holocycla es una especie de planta del género Alchemilla, perteneciente a la familia Rosaceae.

## Taxonomía
Alchemilla holocycla fue descrita por Rothm. en 1938.

## Distribución
Se encuentra en el territorio de Turquía.